# Las aventuras de Coco Fred

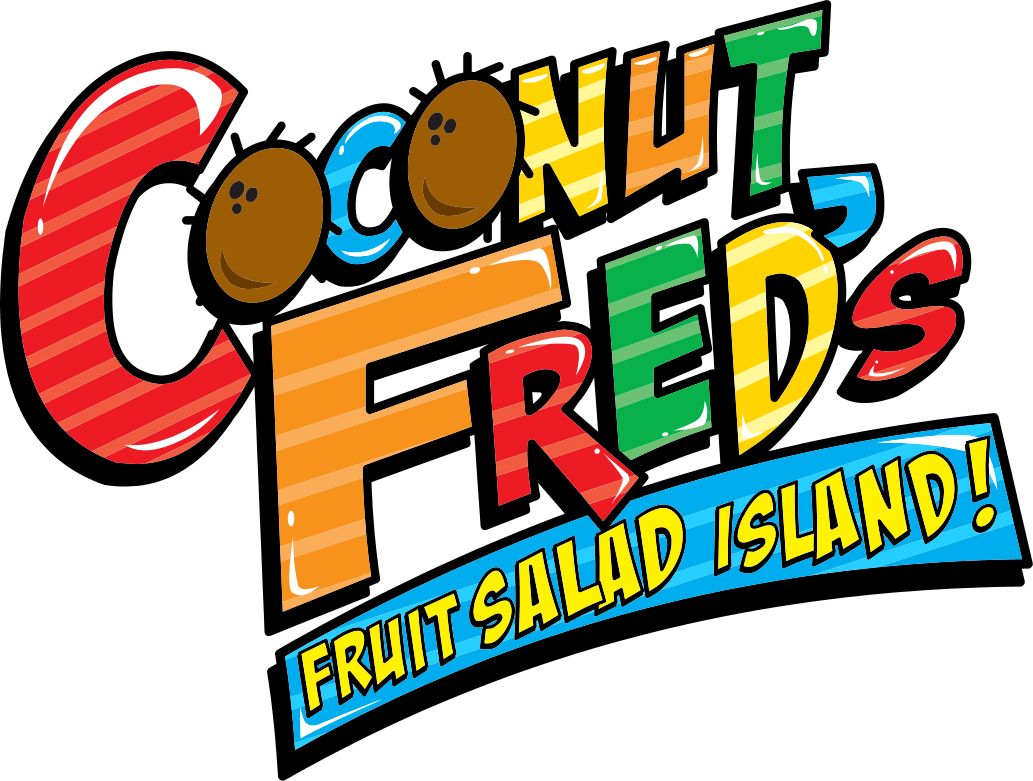
Logo de Coconut Fred's Fruit Salad Island.

Las aventuras de Coco Fred (Coconut Fred's Fruit Salad Island en la versión original) es una serie animada de origen estadounidense/canadiense producida por Warner Bros. Animation. Era emitido por la cadena estadounidense The WB por el bloque Kids WB y por Cartoon Network en Latinoamérica, pero posteriormente sale del aire en ambas zonas debido a baja audiencia.

## Trama
La serie se centra en una isla tropical poblada por frutas de diversos tipos en la cual el protagonista es Fred, un coco hiperactivo e imaginativo que en cada episodio va en busca de aventuras y es acompañado por sus amigos. Durante su aventura, Coco Fred tiene la habilidad (la cual desconoce) de materializar las criaturas que imagina.

## Personajes
- Coco Fred : Un coco, el cual llamado así debido a que es el nombre del hermano del creador de la serie, físicamente es un coco antropomórfico con brazos y piernas, sus dientes superiores sobresalen de su boca y siempre usa unos shorts naranjas, psicológicamente es hiperactivo, lo cual es irritante para otros personajes como Gajito o el Sr. Melón.

- Resbalo y Deslizo: Son dos gemelos bananas que son idénticos en apariencia, suelen usar una jardinera azul y tienen un bajo nivel de inteligencia, siempre acompañan a Fred en sus aventuras.

- Bingo: Una cereza de color roja que tiene un bajo tamaño, suele tener los ojos grandes y es muy tímido. Suele temerle a los monstruos, por lo que es asustadizo.

- Bunga: Una fresa, la cual es nativa de la isla y sólo se sabe comunicarse por gruñidos.

- Sr. Melón: Es el encargado de hacer las reglas en la isla. Cuando Coco Fred y sus amigos realizan travesuras en la isla, suelen irritarlo.

- Butchy: Es una manzana verde bravucona que odia a Fred.

- Gajito: Un limón marinero, que cayó en la isla cuando Fred abordó el barco. Suele tener rencor contra Fred y tiene una esposa la cual es una mascarón de proa con forma de sirena, a la que llama Betty. En cada episodio suele estar encerrado en los restos del barco encallado donde intenta repararlo para abandonar la isla, pero siempre falla.

- Licuadora maligna: (Captain Nut and the Power Fruits. Part.1 y 2) una licuadora Malvada, que es vencida por Capitán Coco (Coco Fred, con un anillo del poder). Tiene un secuaz que es un tomate.

## Cancelación
Las Aventuras de Coco Fred se detuvo el 17 de mayo de 2006,  por falta de rating en Estados Unidos y Latinoamérica, por lo que el programa se considera uno de los espectáculos más cortos de Kids'WB, con una duración de solo 13 episodios.

## Curiosidades
- El personaje al parecer es una imitación de "Bob Esponja" ya que posee características de este. De hecho, su actor de voz en inglés, Rob Paulsen admite que Coco Fred es un plagio a Bob Esponja.

## Episodios
1. Las noticias no son buenas noticias / Maestro del desastre
2. Hocus Pocus Lack of Focus / Amuse-Otel
3. Fruit Canal / Lemon Overboard
4. Fred Rules! / Monster Island
5. A Bad Case Of The Fruitcups / Fruity Booty
6. Nutcase / One Bad Apple
7. Bananas For Golf / Fruit Ball Heroes
8. A Cold Day On Fruit Salad Island / Five Nuts And A Baby
9. Banana Cabana / Coconut Freds
10. Captain Nut and the Power Fruits / Part 1 and 2
11. Monkey Business / Sir Nutalot
12. One Fruit's Trash is Another Fruit's Treasure / Turn on Your Nut Light
13. The Ripley Van Ripend Book of World Records / Frozen in Time

## Reparto
Estudio de doblaje: Etcétera Group
- Coconut Fred (Coco Fred en Latinoamérica): (Rob Paulsen) (Rolman Bastidas)
- Bingo Cherry: (Tracey Moore Britt McKillip) (Giannina Jurado
- Mr. Greenrind: (Michael Donovan) (Héctor Indriago
- Slip D'Peel/Slide D'Peel (Resbalo y Deslizo en Latinoamérica): (Eric Bauza) (Juan Guzmán)
- Bunga Berry: (David Kaye)
- Wedgie (Gajito en Latinoamérica): (Brian Drummond) (Juan Guzmán)
- Butchy: (Eric Bauza) (Gonzalo Fumero)
- Insertos (Aplicable solo para Latinoamérica): Johnny Torres